# Webtoon (plattform)
Webtoon (stiliserad med stora bokstäver ) är en sydkoreansk webbtoonsplattform som lanserades 2004 av Naver Corporation och tillhandahåller värd för webbfilmer och kompakta digitala serier .
Plattformen är gratis och finns både på webben på Webtoons.com och på mobila enheter tillgängliga för både Android och iOS. Plattformen lanserades först i Sydkorea som Naver Webtoon och sedan globalt som Line Webtoon i juli 2014. Eftersom Naver-varumärket inte är välkänt utanför Sydkorea och vissa av dess tjänster inte heller är tillgängliga utanför landet.

## Externa Länkar
- Webtoon
- XOY Arkiverad February 20, 2021